# Pateco
Pateco (gr. pataikos), o anche Ptah-pateco, è un genio o divinità egizia rappresentato sotto forma di nano e prevalentemente su amuleti. Molti di questi sono stati trovati in centri fenici e punici di tutto il Mediterraneo, ma anche in Etruria e in minor misura in Grecia.

## Iconografia
Sono riconosciute due forme principali: quella del pateco semplice e quella del pateco panteo, che presenta ai fianchi le divinità pterofore Iside e Nephtis, sul retro la dea Iside ad ali spiegate, sulle spalle due falconi e sotto i piedi due coccodrilli. In alcuni esemplari è pure possibile riconoscere due coltelli o due serpenti stretti tra le mani ed inoltre sul capo è generalmente inciso o modellato il dorso di uno scarabeo.

## Origine del Nome
Il nome è noto da Erodoto che nelle Storie descrive come l'ira e la derisione di Cambise nei confronti delle divinità egizie si fosse rivolta anche nei confronti di Ptah/Efesto la cui immagine ricorda quella dei Pateci che i Fenici portavano sulle prore delle loro navi e aggiunge che assomigliano alla raffigurazione di un Pigmeo. Sul significato e l'etimologia del nome si citano due teorie proposte: quella per cui si tratterebbe di un diminutivo del nome del dio Ptah, del quale il pateco sarebbe un'ipostasi, e quella che vede il termine derivare dalla radice del verbo greco πατάσσω ('percuotere, colpire') e designare in generale le polene delle navi fenicie che Erodoto avrebbe visto personalmente a Tiro.

## Diffusione
Amuleti-pateco compaiono in Egitto a partire dal Nuovo Regno ma diventano popolarissimi, come gli amuleti in generale, nel corso del I Millennio sino ad Età ellenistica. In questo arco di tempo vengono acquisiti dai Fenici nella madrepatria per diventare uno degli amuleti più indossati nelle colonie occidentali.